# Incidente ferroviario di Coronella
L'incidente ferroviario di Coronella fu un incidente ferroviario verificatosi il 22 dicembre 1985 nella località di Coronella, nel comune di Poggio Renatico, in provincia di Ferrara.
A causa di un errore umano, venne dato il segnale di via ad un convoglio di tre elettromotrici partito dalla stazione di Bologna Centrale alle 22:51 e giunto alla stazione di Poggio Renatico.
Il macchinista del treno passeggeri 4940, a causa della fitta nebbia che consentiva una visibilità di appena 10 metri, non riuscì a vedere in tempo il treno merci 82426 che, in ritardo di un'ora e dopo essere rimasto fermo sullo stesso binario per un quarto d'ora all'ingresso della stazione di Coronella, stava lentamente ripartendo.
Alle 23:38, alla chilometrica 39+800 della ferrovia Bologna-Padova, avvenne il violentissimo schianto del treno passeggeri, che viaggiava alla velocità di circa 100 km/h, contro i vagoni-frigo in coda al convoglio merci.
Nella sciagura persero la vita 10 persone, mentre undici furono i feriti.